# Robert Cummings

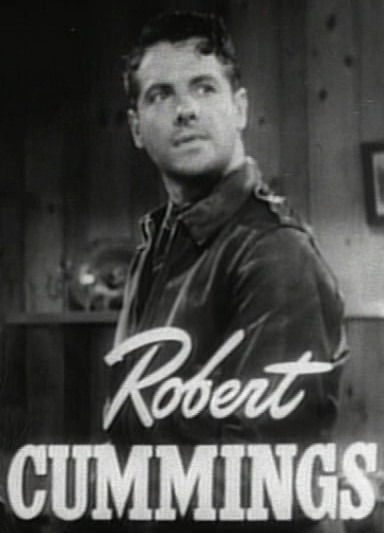

Robert Cummings (n. 10 iunie 1908 – d. 2 decembrie 1990) a fost un actor american de film.